# 陈炎清
陈炎清（1910年—1996年），男，湖北黄安人，中华人民共和国军事人物，中国人民解放军少将，曾任湖南省军区副司令员。